# Richard Brautigan
Richard Gary Brautigan (Tacoma, Washington, Estados Unidos; 30 de enero de 1935-Bolinas, California; 14 de septiembre de 1984) fue un novelista, poeta y cuentista estadounidense perteneciente a la Generación Beat. Su obra más conocida es la novela La pesca de la trucha en América (1967).

## Infancia y juventud
Brautigan nació en el seno de una familia proletaria. Fue el único hijo del obrero Ben Brautigan, Jr. (29 de julio de 1908 – 27 de mayo de 1994) y de la camarera Mary Lou Keho (7 de abril de 1911 – 24 de septiembre de 2005). En mayo de 1934, ocho meses antes del nacimiento de Brautigan, sus padres se separaron. Brautigan afirmó que solo vio dos veces en su vida a su padre, pero éste, después del suicidio de Brautigan, adujo que nunca supo que les unía ningún parentesco: «Él tenía mi mismo apellido, pero ¿por qué esperaron 45 o 50 años para decirme que tenía un hijo?».
La madre de Brautigan inició una nueva relación con Arthur Martin Titland y, a partir de 1938, Brautigan y ella vivieron con él. La pareja tuvo en 1939 una hija a la que llamaron Barbara Ann. Brautigan contaba una experiencia traumática de su infancia, cuando su madre les dejó abandonados sin ninguna explicación a su medio hermana y a él en una habitación de un motel de Great Falls, Montana. Estuvieron dos días solos, sin ninguna noticia de ella, hasta que regresó.
El 20 de enero de 1943, Mary Lou se casó con un cocinero llamado Robert Geoffrey Porterfield, con quien tendría una hija en 1945 a la que llamaron Sandra Jean. Mary Lou dijo a Brautigan que Porterfield era su padre biológico, por lo que Brautigan añadió su apellido a su nombre y empezó a llamarse Richard Gary Porterfield. En 1946 Mary Lou se separó de Porterfield y se casó con William David Folston, Sr., en junio de 1950. En diciembre de ese año dio a luz a un niño al que llamaron William David, Jr. Folston era un alcohólico violento que, según Brautigan, maltrataba a su madre.
Brautigan creció en un ambiente de pobreza. Su familia tenía dificultades para obtener alimentos y llegó, incluso, a pasar varios días sin comer. Antes de usar la harina para cocinar, su madre tenía que tamizarla para quitar los excrementos de las ratas. Durante nueve años Brautigan y su familia se desplazaron por el Noroeste de Estados Unidos y solo se asentaron de forma estable en agosto de 1944 en Eugene, Oregón. Muchos recuerdos de infancia aparecen en los poemas y cuentos que Bratutigan escribió a partir de los doce años. En su novela So the Wind Won't Blow It All Away rememoró libremente episodios autobiográficos, como el disparo accidental con el que hirió levemente en la oreja al hermano de un amigo íntimo.
Brautigan hizo sus estudios de secundaria en el instituto Woodrow Wilson de Eugene. Durante su tiempo de estudiante escribió en el periódico escolar Eugene High School News, donde publicó su primer poema, «The Light», el 19 de diciembre de 1952. También jugó en el equipo de baloncesto del colegio. En el momento de su graduación, Brautigan medía 1'93 m.
Brautigan se graduó en el instituto de Eugene el 9 de junio de 1953. Después se trasladó a vivir a la casa de su mejor amigo, Peter Webster, cuya madre acogió a Brautigan como un hijo. Estuvo con ellos aproximadamente un año y después, en agosto de 1954, se trasladó a San Francisco. Regresó a Oregón en numerosas ocasiones, al parecer siempre por problemas de dinero.
El 14 de diciembre de 1955, Brautigan fue arrestado por tirar una piedra contra una ventana de una comisaría de policía. Su propósito, al parecer, era que lo llevaran a prisión para poder comer. Se le impuso una multa de 25 dólares y, tras observar la policía que tenía un comportamiento perturbado, se le transfirió al Hospital Estatal de Oregón, donde le diagnosticaron esquizofrenia paranoica y depresión, que trataron con doce sesiones de electrochoques. Mientras estaba internado, comenzó a escribir The God of the Martians (El dios de los marcianos), un texto de 600 palabras dividido en veinte capítulos brevísimos. Envió esta obra a dos editores, pero ambos lo rechazaron y el libro quedó inédito en vida del autor. Posteriormente el texto se pudo recuperar al aparecer entre los papeles de Harry Hooton, uno de los editores.
El 19 de febrero de 1956 Brautigan recibió el alta en el hospital y se fue a vivir, por un breve periodo de tiempo, junto a su madre, su padrastro y sus hermanos a su casa de Eugene, Oregón. Poco después se trasladó a San Francisco, donde se instaló definitivamente para el resto de su vida (salvo breves estancias en Tokio y Montana).

## Carrera literaria

### Años 50
En San Francisco, Brautigan trató de sobrevivir como escritor. Ofrecía sus poemas por la calle y recitaba en círculos poéticos. A  principios del año 1956 mecanografió catorce poemas y los envió a la editorial Macmillan solicitando su publicación. En total su obra ocupaba tres folios: dos con los poemas y uno con la dedicatoria Para Linda. Solo dos de los poemas estaban titulados: «Stars» y «Hey». La editorial los rechazó en una carta fechada el 10 de mayo de 1956, en la que le indicaban que su obra no encajaba en sus colecciones. La editorial X-Ray Book Company publicó la obra con el título Desire in a Bowl of Potatoes.
El primer libro poético publicado por Brautigan fue The Return of the Rivers (1957), compuesto por un solo y largo poema. En años sucesivos publicó los poemarios The Galilee Hitch-Hiker (1958) y Lay the Marble Tea (1959).

### Años 60
En la década de 1960 Brautigan estuvo muy involucrado con el floreciente mundo teatral contracultural de San Francisco y participó a menudo en acciones poéticas y conciertos. Participó en numerosas actividades del grupo The Diggers. Contribuyó con piezas breves que la Communication Company difundió en carteles. También escribió para Change, una publicación independiente y alternativa fundada por Ron Loewinsohn.
En verano de 1961, mientras vivía acampado en el sur de Idaho con su mujer e hija, Brautigan terminó la escritura de dos novelas A Confederate General from Big Sur y La pesca de la trucha en América. A Confederate General from Big Sur se publicó la primera y no tuvo gran repercusión, ni en críticas ni en ventas. Sin embargo, La pesca de la trucha en América, publicada en 1967, se convirtió en un gran éxito internacional. Los críticos le reconocieron como el mayor talento del joven movimiento contracultural de finales  de la década de 1960, a pesar de que el autor había expresado opiniones despectivas con los jipis. La pesca de la trucha en América ha vendido millones de ejemplares en todo el mundo.
En la década de 1960 Brautigan publicó cuatro libros de poemas y una novela (In Watermelon Sugar, 1968). En la primavera de 1967 fue «poeta residente» en el Instituto Tecnológico de California. Ese mismo año publicó All Watched Over by Machines of Loving Grace, un librito editado por The Communication Company del que se imprimieron 1.500 ejemplares que se distribuyeron gratis. 
Brautigan también publicó en la revista Rolling Stone. Entre 1968 y 1970 vieron la luz allí veintitrés pequeñas colaboraciones.
Entre finales de 1968 y febrero de 1969, Brautigan grabó discos hablados para Zapple, una efímera discográfica fundada por los Beatles. La empresa fue cerrada por Allen Klein antes de que se publicaran estas grabaciones, que finalmente fueron editadas y distribuidas por Harvest Records en 1970 con el título de Listening to Richard Brautigan.

### Años 70 y 80
En la década de 1970 Brautigan experimentó con diferentes géneros literarios. Publicó cinco novelas (la primera, The Abortion, escrita a mediados de los años 60) y una colección de cuentos (Revenge of the Lawn, 1971). En 1974 la editorial The Cowell Press recopiló siete de sus poemas-póster y los publicó en el libro Seven Watermelon Suns, en una edición limitada de diez ejemplares que incluían grabados en color de Ellen Meske. A lo largo de esta década (y también durante la siguiente) Brautigan fue perdiendo la atención de los críticos y la de los lectores, por lo que llegó a sentirse muy decepcionado, según contaba su amigo, el también escritor Thomas McGuane. Sin embargo, la obra de Brautigan seguía siendo popular tanto en Europa como en Japón, país este último que Brautigan visitó varias veces.
En su novela Sombrero Fallout: A Japanese Novel quedan reflejadas algunas inquietudes muy características de Brautigan, como su interés por el budismo zen y por las ideas de la dualidad el pasado y el futuro o la impermanencia del presente. 
La última novela que publicó en vida, en 1982 (dos años antes de su suicidio), fue So the Wind Won't Blow It All Away.

## Otras fases de su vida

### Matrimonios y relaciones sentimentales
El 8 de junio de 1957 Brautigan se casó con Virginia Dionne Alder en Reno, Nevada. Con ella tuvo una hija, Ianthe Elizabeth Brautigan, nacida el 25 de marzo de 1960 en San Francisco. El alcoholismo y el estado depresivo de Brautigan fueron incrementándose progresivamente hasta hacerse crónicos y Alder puso fin a la unión el 24 de diciembre de 1962 (aunque no se divorciaron formalmente hasta el 28 de julio de 1970). Tras la separación, Brautigan continuó residiendo en San Francisco mientras que Alder se instaló en Manoa, Hawái, donde se destacó por su activismo feminista y su oposición a la Guerra de Vietnam.
Volvió a casarse el 1 de diciembre de 1977, con la japonesa Akiko Yoshimura, a la que conoció en julio de 1976, cuando vivía en Tokio. La pareja fijó su residencia en Estados Unidos, en Pine Creek (Condado de Park, Montana) y allí vivieron dos años. Brautigan y Yoshimura se divorciaron en 1980.
Entre 1981 y 1982, Brautigan mantuvo una relación sentimental con una mujer de San Francisco llamada Marcia Clay. También mantuvo por un breve tiempo relaciones con Janice Meissner, una mujer del barrio de North Beach (San Francisco). Marcia Pacaud (que aparece en la cubierta de The Pill Versus the Springhill Mine Disaster), Valerie Estes (figura en la cubierta de Listening to Richard Brautigan) y Sherry Vetter (su imagen está en la cubierta de Revenge of the Lawn) también tuvieron relaciones con Brautigan.

### Alcoholismo
Durante su vida adulta, Brautigan fue alcohólico y sufrió por ello años de angustia; según su hija, diez años antes de quitarse la vida ya mencionaba con frecuencia la idea del suicidio.

### Suicidio
En 1984, con 49 años, Richard Brautigan se instaló en Bolinas, California, donde vivió solo en una casa grande y vieja. Allí murió debido las heridas que él mismo se causó al dispararse en la cabeza con un revólver 44 Magnum. Se desconoce la fecha exacta de su muerte ya que el cadáver, descompuesto, no fue descubierto hasta el 25 de octubre de 1984. Lo halló el investigador privado Robert Yench. El cuerpo de Brautigan estaba en la sala, frente a una gran ventana que miraba hacia el océano Pacífico. Se calcula que la muerte de Brautigan se produjo un mes antes, quizá el 14 de septiembre, tras haber hablado por teléfono con su exnovia Marcia Clay.
A Brautigan le sobrevivieron sus padres, ambas exesposas y su hija Ianthe, quien tuvo una hija —la única nieta de Brautigan— dos años después de la muerte del escritor.
El rumor de que Brautigan había dejado una nota en la que decía Messy, isn't it? (Sucio, ¿verdad?) no tiene fundamento real. Lo confirmó la propia  hija del escritor, Ianthe, quien afirmó que Brautigan no dejó ningún mensaje.

## Estilo
Para los críticos, Brautigan se mostraba deliberadamente ingenuo en su obra. Lawrence Ferlinghetti afirmó:

Como editor siempre estaba esperando que Richard creciera como escritor. Me parecía esencialmente un ingenuo; y creo que él no cultivaba esos rasgos infantiles, era algo connatural a él. Parecía estar más en sintonía con las truchas que con las personas.

La obra de Brautigan se caracteriza por su potente imaginación y su humorismo. En prosa utiliza metáforas muy inventivas que acercan su estilo al de la poesía.
Su obra ha influido en numerosos artistas. Escritores como Haruki Murakami o Neil Gaiman y músicos como Jarvis Cocker han declarado su admiración por Brautigan.

## Influencia posterior
Numerosos artistas (como Haruki Murakami) han manifestado haber recibido la influencia de la obra de Brautigan.
En su novela The Abortion Brautigan imaginó una Biblioteca de Obras Inéditas (The Library for Unpublished Works) que, en su homenaje, se hizo realidad en la Biblioteca Brautigan Library de Burlington (Vermont). En 1995 esta institución se mudó a la cercana Biblioteca Libre Fletcher, donde permaneció hasta 2005. A pesar de que hubo planes para trasladar esta biblioteca a la de Presidio, dependiente de la Biblioteca Pública de San Francisco, nunca llegaron a concretarse. La hija de Brautigan, Ianthe, llegó a un acuerdo con el Museo Histórico Clark County de Vancouver, Washington para depositar en 2010 allí todos los fondos.
En Rockford, Illinois, Christian Nelson fundó el Kumquat Meringue, un periódico literario dedicado exclusivamente a la memoria y obra de Brautigan.

### Música
Varios grupos musicales han elegido su nombre como homenaje a Brautigan o a su obra. Así, el grupo de rock industrial Machines of Loving Grace tomó su nombre de uno de los poemas más famosos del autor norteamericano. La banda japonesa de pop indie b-flower escogió su nombre como abreviatura de "Brautigan Flower", y ha homenajeado al escritor en canciones como «The Eternal 59th Second», cuyo título está extraído de una frase de la novela La pesca de la trucha en América.
Por su parte, la canción de Neko Case «Margaret vs. Pauline» está inspirada en los personajes femeninos de In Watermelon Sugar.

### Festival
Desde 2016, en Buenos Aires, cada 30 de junio se celebra el Brautigan Fest, festival de música, poesía, artes gráficas y performances dedicado a la obra de Richard Brautigan. Organizado por el poeta Nicolás Domínguez Bedini, con participación de la fotógrafa Masako Kano (la última novia del escritor) y de Ianthe Brautigan, estos encuentros anuales mezclan los eventos presenciales (como una siembra de semillas y poemas) con los virtuales, a partir de la pandemia de 2020, cuando se realizó el primer Brautigan Fest online.

### Otros
En marzo de 1994, un adolescente de Carpintería (California), llamado hasta entonces Peter Eastman, Jr., cambió legalmente su nombre por el de Trout Fishing in America. Posteriormente, llegó a ser profesor de Inglés en la Universidad de Waseda, en Japón.

## Obras de Brautigan

### Novelas
- A Confederate General From Big Sur (1964)
- Trout Fishing in America (1967)
- In Watermelon Sugar (1968)
- The Abortion: An Historical Romance 1966 (1971)
- The Hawkline Monster: A Gothic Western (1974)
- Willard and His Bowling Trophies: A Perverse Mystery (1975)
- Sombrero Fallout: A Japanese Novel (1976)
- Dreaming of Babylon: A Private Eye Novel 1942 (1977)
- The Tokyo-Montana Express (1980)[28]
- So The Wind Won't Blow It All Away (1982)
- An Unfortunate Woman: A Journey (1982, pero no publicada hasta 1994)